# Bunjirō Kotō
Pour les articles homonymes, voir Koto (homonymie).
Bunjirō Kotō (小藤 文次郎, Kotō Bunjirō, 1856-1935) est un géologue, pétrologue et sismologue japonais.
Il est professeur à la Faculté des Sciences de l'Université Impériale de Tokyo. Il séjourne en Allemagne pendant deux ans.
Il est le premier sismologue, en 1893, à relier explicitement les failles et les tremblements de terre comme causes et effets. Il arrive à cette conclusion à la suite du tremblement de terre de Nobi de 1891. 
Son nom a été donné à un minéral : la kotoite (borate de magnésium).
La Société Géologique Japonaise a un prix "Bunjirō Kotō".